# Техасский холдем

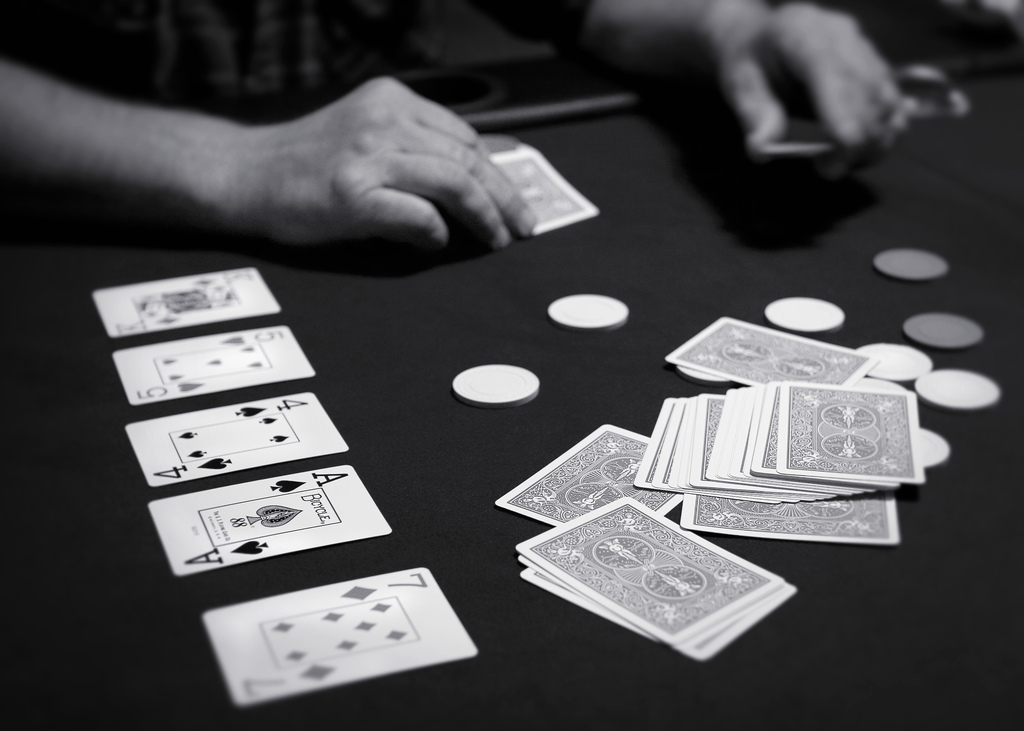
Игра в техасский холдем

Теха́сский хо́лдем (англ. Texas hold'em), иногда называемый просто холдем — самая популярная на сегодня разновидность покера, игра с двумя карманными и пятью общими картами, используемыми всеми игроками при составлении комбинаций (разновидность т. н. community poker).

## История

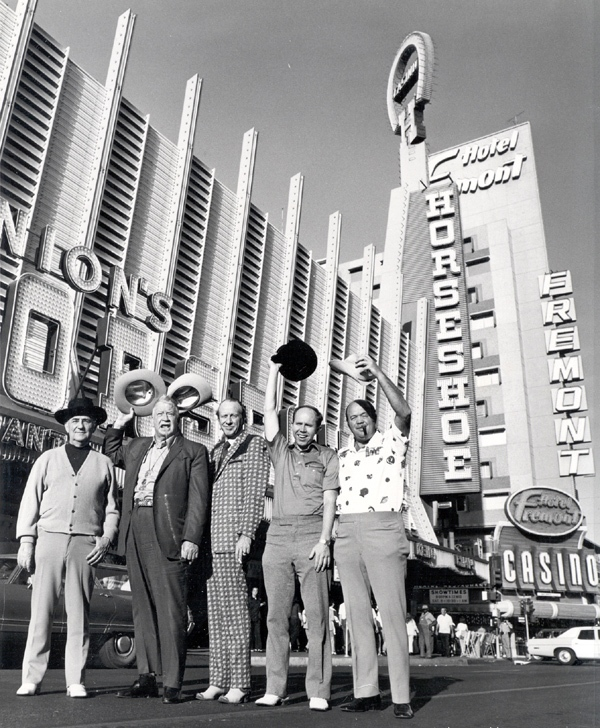
Джонни Мосс, Чилл Виллс, Амарилло Слим, Джек Бинион, Пагги Пеарсон возле казино Binion’s Horseshoe в 1974 году

Городок Робстаун в Техасе принято считать официальным местом появления холдема.
После появления холдема и его распространения по Техасу в 1967 году игра появилась в Лас-Вегасе. Игру в Лас-Вегас привезли такие знаменитые в Техасе игроки, как Дойл Брансон, Амарилло Слим и Кренделл Аддингтон.
Аддингтон говорил, что впервые увидел, как играли в холдем, в конце 60-х. В те времена игру ещё не называли Техасский холдем, а просто холдем.
В Европу техасский холдем несколько позднее привезли Лиам Флад и Терри Роджерс.
В течение нескольких лет в эту игру можно было сыграть лишь в одном единственном казино в Вегасе — в «Голден Наггет Казино».

## Ход игры
Игра проходит следующим образом:
- В некоторых играх все игроки вносят небольшой начальный взнос (ante): это увеличивает размер банка (общих денег на кону) и активность игроков.
- Два игрока, сидящих за сдатчиком (button, dealer), вносят ставки втёмную (blind). Обычно, первый темнит в половину минимальной ставки (small blind), а второй — в целую ставку (big blind).
- Каждый игрок получает по две карты, в закрытую (preflop), следует круг торговли.
- На стол перед всеми игроками кладутся три карты, в открытую (flop), следует круг торговли.
- На стол кладётся четвёртая карта в открытую (turn), следует круг торгов. При игре в лимитированный холдем фиксированная ставка в этот момент удваивается.
- На стол кладётся пятая карта, в открытую (river). Таким образом, на столе лежит пять карт, следует последний круг торгов.
- Целью игры является составление наилучшей комбинации, сочетая любые пять карт из семи: пяти общих и двух своих. То есть, можно использовать две, одну или ни одной своей карты.

Во время каждого круга торгов игроки могут совершить одно из следующих действий:
- Сделать ставку (bet). Первым делает ставку игрок, который находится слева от дилера, он и устанавливает минимальную ставку в этом круге торговли.
- Уравнять ставку (call). Согласиться со ставкой предыдущего игрока.
- Повысить ставку (raise). Поставить больше, чем предыдущий игрок.
- Передать ход (check). Можно делать только в том случае, если в этом круге торговли ещё не было ставки.
- Спасовать (fold). Сбросить карты и потерять уже поставленные деньги.

## Комбинации
Чтобы выиграть, игрок должен либо при помощи торгов (ставок) заставить оппонентов скинуть карты, либо собрать выигрышную комбинацию. Банк раздачи забирает игрок, у кого самая высокая комбинация в конце игры. Сформировать комбинацию можно из 5 открытых карт на борде и двух закрытых от других игроков карт в руках.
Старшинство комбинаций по возрастанию:
- Кикер. Старшая карта.
- Пара. Две карты одного достоинства.
- Две пары. Две карты одного достоинства, две карты другого достоинства.
- Сет. Три карты одного достоинства.
- Стрит. Пять карт, которые выстроились по старшинству.
- Флеш. Пять карт одной масти.
- Фулл-хаус. Сет плюс пара.
- Каре. Четыре карты одного достоинства.
- Стрит-флеш. Пять карт одной масти, которые выстроились по старшинству.
- Флеш-рояль. Пять карт от 10 до туза одной масти.

## Разновидности
Существуют три основные разновидности техасского холдема:
- лимитированный — ставки лимитированы.
- с пот-лимитом — максимальная ставка ограничена размерами банка;
- безлимитный — максимальная ставка ограничена размером стека игрока.

## Казино-холдем
Казино-холдем (англ. Casino Holdem Poker) — ряд покерных игр против казино, в основе которых лежит техасский холдем. Общая особенность этих игр: игроку и дилеру сдают по две карманных карты, на стол кладутся общие пять карт. Цель игр — собрать наибольшую покерную комбинацию из 5 карт, используя свои 2 карты и 5 общих карт.